# 曳馬駅
曳馬駅（ひくまえき）は、静岡県浜松市中央区曳馬五丁目にある遠州鉄道鉄道線の駅。駅番号はET06。

## 歴史

### 駅名の由来
開業当時の地名（浜名郡曳馬村大字島之郷）より島ノ郷駅と命名された。
その後曳馬村は1934年に曳馬町に、1936年に曳馬町が浜松市に編入されて浜松市曳馬町大字島之郷になり、島之郷地区がさらに1941年に浜松市曳馬町内に完全に編入されたため、戦後の1951年に遠州曳馬駅に改められた。そして2012年の高架化の際に現在の曳馬駅に改称された。

### 年表
- 1909年（明治42年）12月6日：島ノ郷駅として開業。
- 1923年（大正12年）4月1日頃：遠州島ノ郷駅に改称。
- 1951年（昭和31年）11月1日：遠州曳馬駅に改称。
- 2012年（平成24年）11月24日：高架化され、曳馬駅に改称[2][1]。

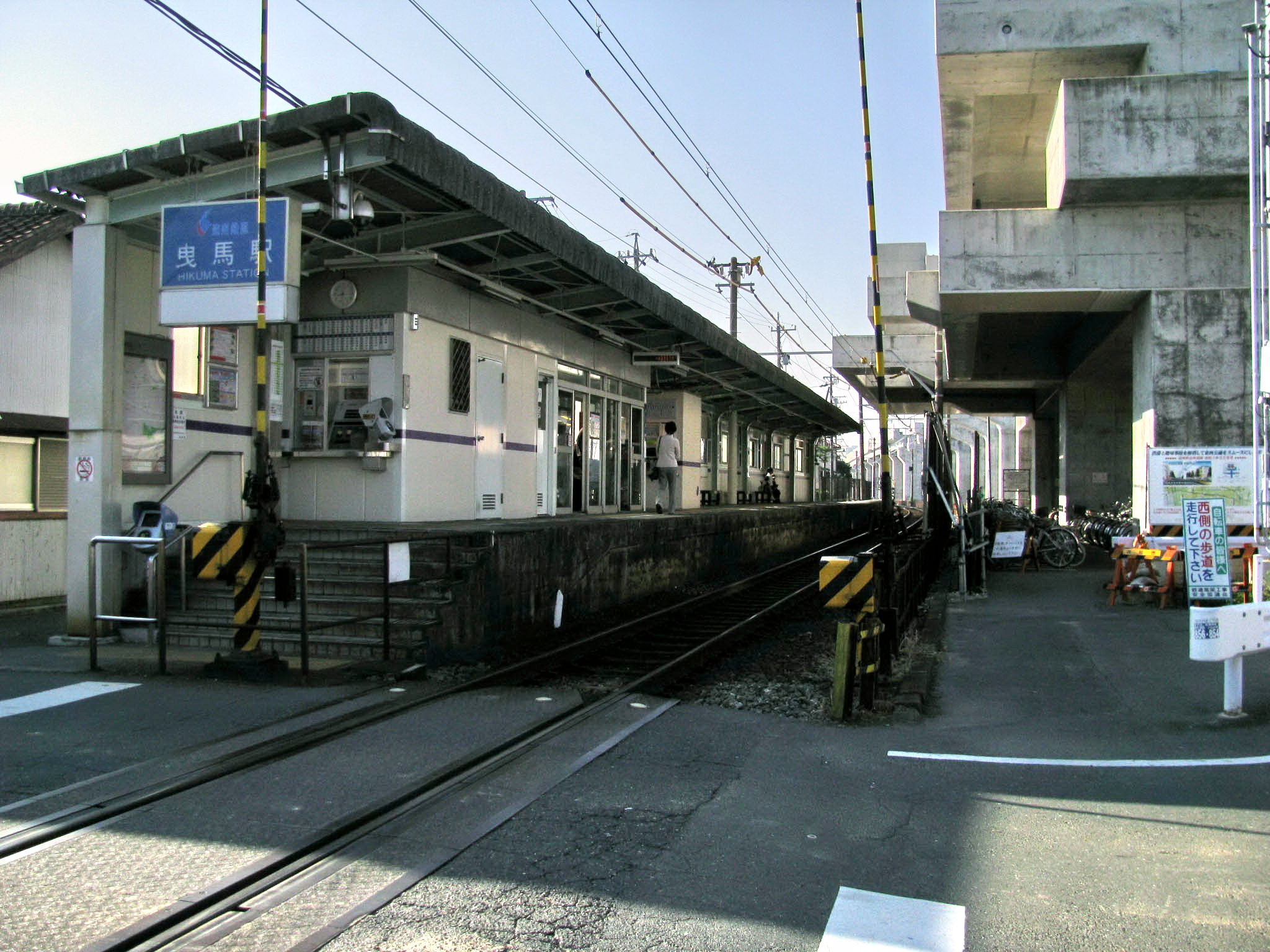
地上駅時代

## 駅構造
相対式ホーム2面2線の有人高架駅。
地上駅時代は単式ホーム1面1線だった。当時は駅舎はなく、自動券売機と冷房付きの待合室がホーム上に設置されていた。終日無人駅であったが、時間帯によっては集札のため係員が派遣されていた。
駐輪場（収容302台）は駅北東および北西に存在する。
地上駅時代は正式名称には「遠州」とつき「遠州曳馬駅」だったが、車内放送では省略され、「曳馬駅」と案内されていた。

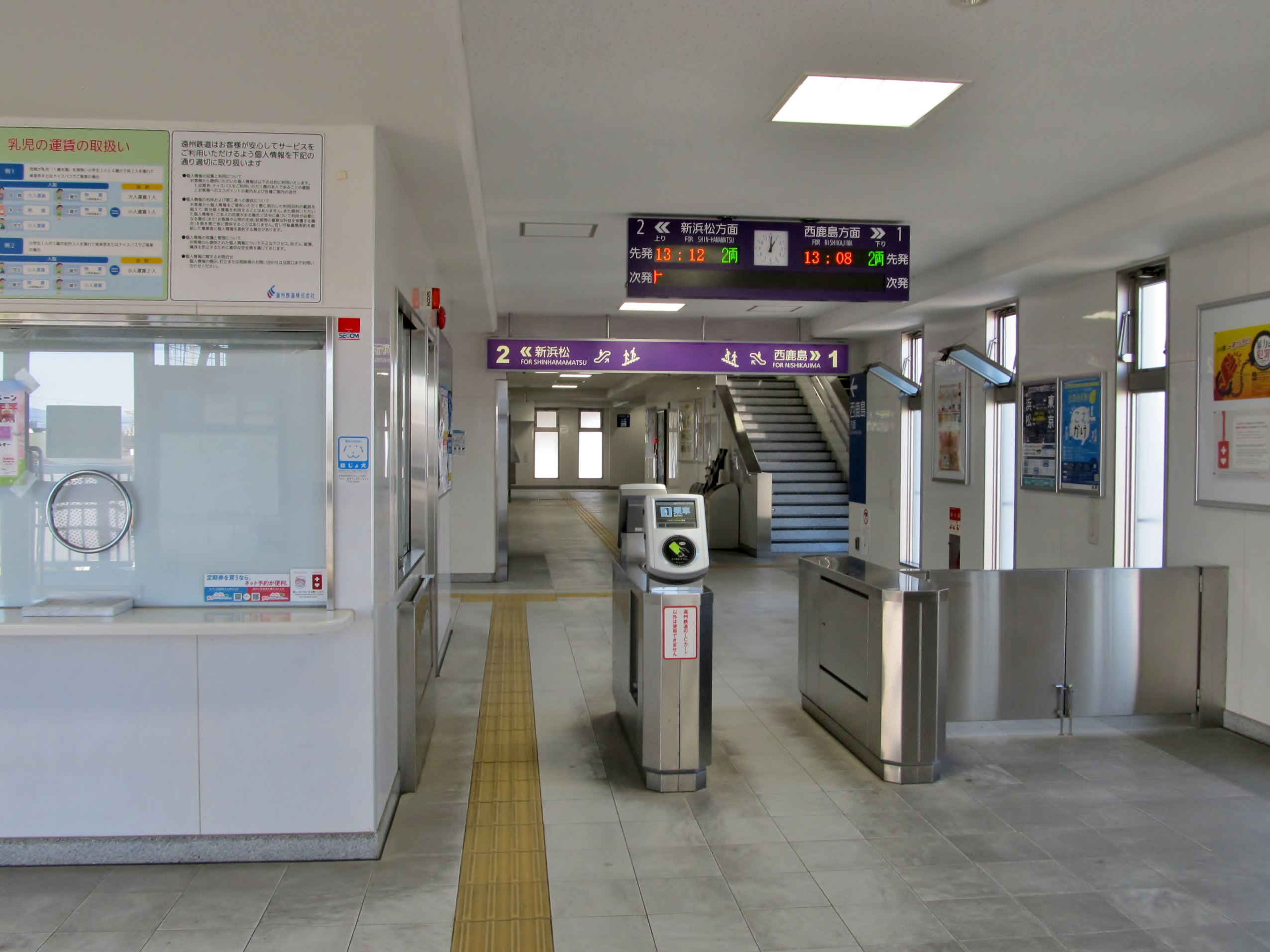
改札口
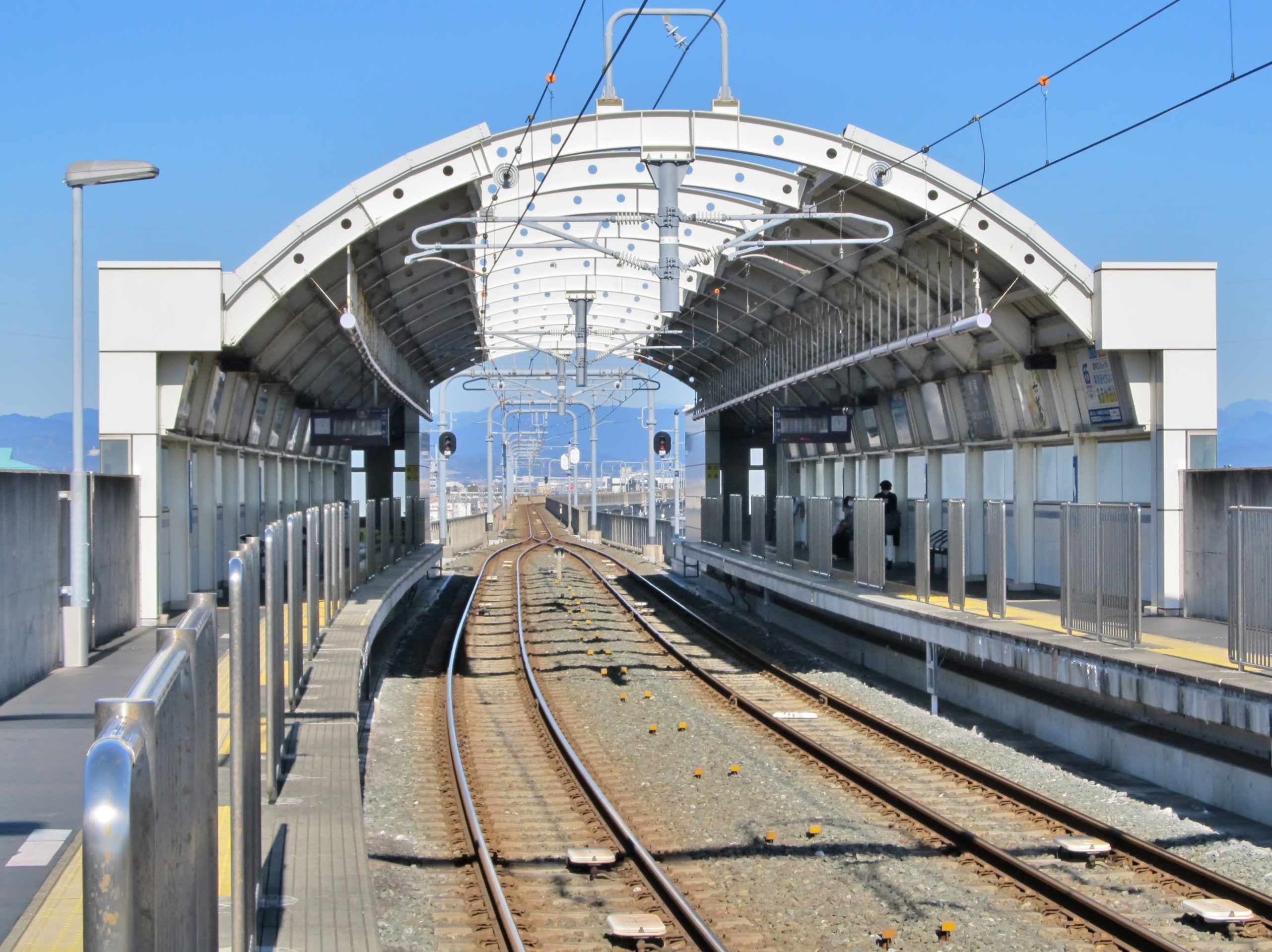
ホーム
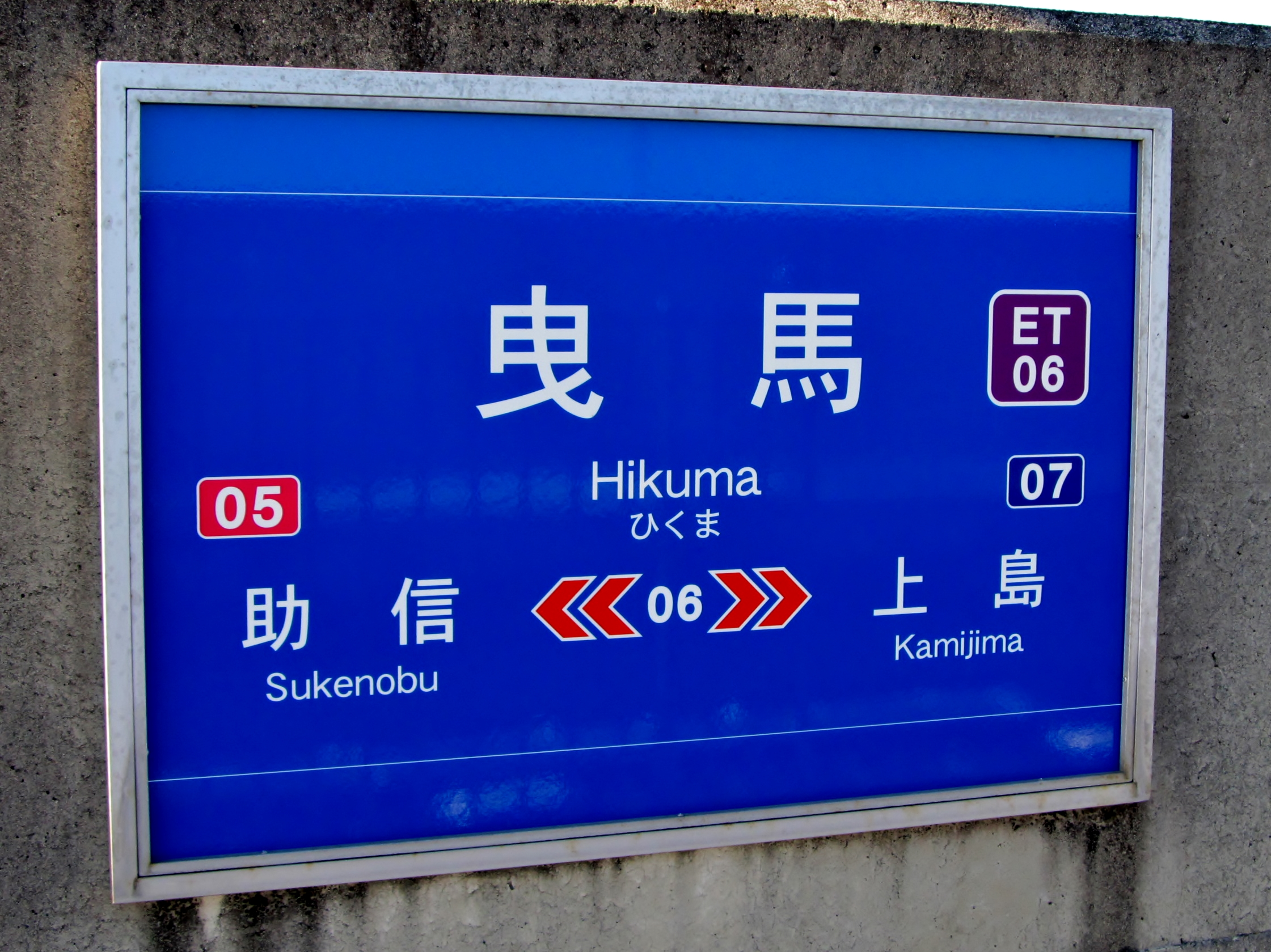
駅名標

### のりば
| ホーム | 路線            | 方向 | 行先             |
| ------ | --------------- | ---- | ---------------- |
| 1      | ■遠州鉄道鉄道線 | 下り | 浜北・西鹿島方面 |
| 2      | ■遠州鉄道鉄道線 | 上り | 新浜松方面       |

## 利用状況
2019年度（令和元年度）の乗車人員は498,267人（全18駅中7位）、降車人員は479,297人（同8位）である。主として通学・通勤用に利用される。
1980年度（昭和55年度）以降の乗車人員および降車人員は次の表のとおりである。
| 年間の乗車人員・降車人員の推移 | 年間の乗車人員・降車人員の推移 | 年間の乗車人員・降車人員の推移 | 年間の乗車人員・降車人員の推移 |
| 年度                           | 遠州鉄道                       | 遠州鉄道                       | 出典・備考                     |
| 年度                           | 乗車人員                       | 降車人員                       | 出典・備考                     |
| ------------------------------ | ------------------------------ | ------------------------------ | ------------------------------ |
| 1980年度（昭和55年度）         | 381,007 人                     | 382,608 人                     | [ 5 ]                          |
| 1981年度（昭和56年度）         | 362,933 人                     | 373,687 人                     | [ 6 ]                          |
| 1982年度（昭和57年度）         | 344,186 人                     | 354,834 人                     | [ 7 ]                          |
| 1983年度（昭和58年度）         | 312,314 人                     | 324,074 人                     | [ 8 ]                          |
| 1984年度（昭和59年度）         | 287,096 人                     | 296,136 人                     | [ 9 ]                          |
| 1985年度（昭和60年度）         | 296,404 人                     | 300,000 人                     | [ 10 ]                         |
| 1986年度（昭和61年度）         | 350,928 人                     | 351,353 人                     | [ 11 ]                         |
| 1987年度（昭和62年度）         | 394,779 人                     | 395,534 人                     | [ 12 ]                         |
| 1988年度（昭和63年度）         | 412,702 人                     | 411,805 人                     | [ 13 ]                         |
| 1989年度（平成元年度）         | 429,786 人                     | 432,836 人                     | [ 14 ]                         |
| 1990年度（平成2年度）          | 465,372 人                     | 464,481 人                     | [ 15 ]                         |
| 1991年度（平成3年度）          | 483,206 人                     | 482,783 人                     | [ 16 ]                         |
| 1992年度（平成4年度）          | 493,631 人                     | 498,492 人                     | [ 17 ]                         |
| 1993年度（平成5年度）          | 484,560 人                     | 490,167 人                     | [ 18 ]                         |
| 1994年度（平成6年度）          | 473,957 人                     | 474,707 人                     | [ 19 ]                         |
| 1995年度（平成7年度）          | 465,999 人                     | 463,353 人                     | [ 20 ]                         |
| 1996年度（平成8年度）          | 481,025 人                     | 471,358 人                     | [ 21 ]                         |
| 1997年度（平成9年度）          | 522,967 人                     | 512,966 人                     | [ 22 ]                         |
| 1998年度（平成10年度）         | 520,132 人                     | 499,695 人                     | [ 23 ]                         |
| 1999年度（平成11年度）         | 483,405 人                     | 466,744 人                     | [ 24 ]                         |
| 2000年度（平成12年度）         | 482,777 人                     | 464,833 人                     | [ 25 ]                         |
| 2001年度（平成13年度）         | 503,851 人                     | 482,947 人                     | [ 26 ]                         |
| 2002年度（平成14年度）         | 475,745 人                     | 459,132 人                     | [ 27 ]                         |
| 2003年度（平成15年度）         | 492,057 人                     | 480,062 人                     | [ 28 ]                         |
| 2004年度（平成16年度）         | 475,410 人                     | 469,397 人                     | [ 29 ]                         |
| 2005年度（平成17年度）         | 431,987 人                     | 417,297 人                     | [ 30 ]                         |
| 2006年度（平成18年度）         | 439,560 人                     | 426,440 人                     | [ 31 ]                         |
| 2007年度（平成19年度）         | 468,484 人                     | 450,563 人                     | [ 32 ]                         |
| 2008年度（平成20年度）         | 482,220 人                     | 467,030 人                     | [ 33 ]                         |
| 2009年度（平成21年度）         | 443,196 人                     | 427,505 人                     | [ 34 ]                         |
| 2010年度（平成22年度）         | 428,445 人                     | 415,497 人                     | [ 35 ]                         |
| 2011年度（平成23年度）         | 436,297 人                     | 425,420 人                     | [ 36 ]                         |
| 2012年度（平成24年度）         | 461,061 人                     | 447,363 人                     | [ 37 ]                         |
| 2013年度（平成25年度）         | 456,446 人                     | 440,698 人                     | [ 38 ]                         |
| 2014年度（平成26年度）         | 478,504 人                     | 458,981 人                     | [ 39 ]                         |
| 2015年度（平成27年度）         | 480,000 人                     | 463,596 人                     | [ 40 ]                         |
| 2016年度（平成28年度）         | 482,011 人                     | 465,339 人                     | [ 41 ]                         |
| 2017年度（平成29年度）         | 470,062 人                     | 453,895 人                     | [ 42 ]                         |
| 2018年度（平成30年度）         | 485,851 人                     | 467,307 人                     | [ 43 ]                         |
| 2019年度（令和元年度）         | 498,267 人                     | 479,297 人                     | [ 4 ]                          |

## 駅周辺
- 浜松市立曳馬中学校
- 浜松市立上島小学校
- とぴあ浜松農業協同組合 曳馬支店
- 清水銀行 曳馬支店

## 隣の駅
遠州鉄道
■鉄道線
助信駅（ET05） - 曳馬駅（ET06） - 上島駅（ET07）